# Орличова, Зофия
Зофия Орличова (пол. Zofia Orliczowa), она же Кристина Выспяньская (пол. Krystyna Wyspiańska) и Зофия Маевская (пол. Zofia Majewska; 26 сентября 1898, Фоча — 5 ноября 1999, Познань) — поручик Армии крайовой, преподавательница.

## Биография
Родилась 26 сентября 1898 года в городе Фоча (ныне Республика Сербская, Босния и Герцеговина). Родители — Францишек Кжисяк (советник Львовского воеводства) и Винцентина Фальская. Окончила классическую гимназию во Львове, участница советско-польской войны (работала на пункте перевязки во львовском Подзамче). Окончила Львовский университет (факультет физики), работала ассистентом в институте физики. Преподавательница математики и физики во школе сестёр Нотр-Дам во Львове.
В годы Второй мировой войны Зофия служила в Армии крайовой и состояла в Союзе вооружённой борьбы. Офицер связи во Львовском округе АК, глава отделения связи Львовского округа АК, секретарь Стефана Балицкого (глава отделения образования в Совете Львовского округа АК). Организовывала тайные курсы. После войны скрывалась от властей ПНР в Кракове, в марте 1948 года арестована и приговорена к 12 годам лишения свободы за сотрудничество с Армией Крайовой. В 1953 году освобождена, в 1956 году полностью оправдана и реабилитирована.
Была замужем с 1928 года за Владиславом Орличем, профессором математики Львовского и Познанского университетов, члена Польской академии наук. Награждена орденом Virtuti Militari V класса (в 1965 году), трижды Крестом Храбрых и Крестом Армии крайовой.
Скончалась 5 ноября 1999 года в Познани.